# Coyol, Guerrero
Coyol är en ort i Mexiko.   Den ligger i kommunen Coyuca de Catalán och delstaten Guerrero, i den södra delen av landet, 220 km sydväst om huvudstaden Mexico City. Coyol ligger 318 meter över havet och antalet invånare är 412.
Terrängen runt Coyol är huvudsakligen kuperad. Coyol ligger nere i en dal. Runt Coyol är det ganska glesbefolkat, med 21 invånare per kvadratkilometer. Närmaste större samhälle är Ciudad Altamirano, 18,7 km norr om Coyol. I omgivningarna runt Coyol växer huvudsakligen savannskog.